# Johnny Hallyday Premières chansons Vogue (versions 1982)
Compilations par Johnny Hallyday
Johnny Hallyday Nashville session 62
(1990)
Johnny Hallyday Premières chansons Vogue (versions 1982) est une compilation de Johnny Hallyday, enregistré et diffusé en 1982.
Elle regroupe, en trois 33 tours réunis dans un coffret, les réenregistrements des 34 premières chansons de Johnny Hallyday éditées sous le label musical Vogue entre 1960 et 1961.

## Histoire
À l'occasion de la rentrée de Johnny Hallyday, en septembre sur la scène du Palais des sports de Paris, Philips projette d'éditer la première intégrale du chanteur couvrant la période de 1960 à 1982.
Voulant être complet, il est décidé de réenregistrer les chansons de la période Vogue, première maison de disques d'Hallyday de 1960 à l'été 1961.
À Paris au Studio des Dames, les séances d'enregistrements, réalisées par Pierre Billon, commencent le 19 pour s'achever le 30 mars, laps de temps durant lequel Johnny ré enregistre ses 34 premiers titres en prise de son directe, afin de recréer les mêmes conditions qu'à l'époque de la captations des originaux. Côté orchestration, on s'efforce et l'on parvient à recréer le son de l'époque, tandis que Johnny Hallyday côté voix retrouve les intonations de ses débuts.
Communément appelé « Le Cube », cette intégrale propose en 5 coffrets et 40 disques 33 tours LP, la quasi-totalité des chansons de l'artiste (quelques-unes furent oubliées, dont les duos avec Sylvie Vartan), auquel s'ajoute le dernier album La peur et le livre Première discographie complète de Johnny Hallyday.
Les chansons Vogue « Version 82 » sont les trois premiers disques des cinq inclus dans le premier coffret.
« Le Cube » sort le 10 octobre 1982, sous la référence originale : Philips 6685169.

### Et aussi
Toujours en 1982, le 21 janvier, sortent en deux 45 tours (notamment), quatre des plus grands succès de Johnny Hallyday dans de nouvelles versions entièrement réorchestrés, réalisées par Pierre Billon, le 20 novembre 1981, au Studio des Dames à Paris.
Le Pénitencier - Que je t'aime :
- 45 Tours Philips 6010470[3]
- 45 Tours maxi "Spécial Club" Philips 6863175 Hors-commerce[5]

Noir c'est noir - La Musique que j'aime :
- 45 Tours Philips 6010471[3]
- 45 Tours maxi "Spécial Club" Philips 6863176 Hors-commerce[5]

avril 1983, sortie du 45 Tours Philips 811400, B.O. du générique de l'émission de la série télévisée Souvenirs Souvenirs présentée par Johnny Hallyday, proposant les « versions 82 » de Souvenirs, souvenirs et en face B Je cherche une fille.
En 1984, sort un double 33 tours de compilation, proposant 32 des 34 titres Vogue « version 82 » (les titres Le plus beau des jeux et Not get out ont été retirés)
Référence originale : Philips 812475-1

existe également en double CD "Succès 2 compacts" / Référence originale : Philips 812475-2
En 1993, les « Versions 82 » sont rééditées en double CD, à l'occasion de la sortie d'une autre intégrale (la première du chanteur en CD, totalisant 40 disques réunis dans un coffret en forme de guitare).
- CD N° 24 / double CD / référence originale : 512486-2[9].

## Les titres
| 1.  | T'aimer follement (Makin' Love)                                             | André Salvet, Jacques Plait (adaptation)   | Floyd Robinson                                  |  |
| 2.  | J'étais fou                                                                 | Jil et Jan                                 | Johnny Hallyday                                 |  |
| 3.  | Oh oh baby                                                                  | Jil et Jan                                 | Johnny Hallyday                                 |  |
| 4.  | Laisse les filles                                                           | Jil et Jan                                 | Johnny Hallyday                                 |  |
| 5.  | Pourquoi cet amour                                                          | Jil et Jan                                 | Johnny Hallyday                                 |  |
| 6.  | J'suis mordu (I Got Stung)                                                  | Daniel J. White (adaptation)               | Aaron Schroeder, David Hill                     |  |
| 7.  | Souvenirs, souvenirs (Souvenirs)                                            | Fernand Bonifay (adaptation)               | Cy Coben (en)                                   |  |
| 8.  | Je cherche une fille                                                        | Jil et Jan                                 | Johnny Hallyday                                 |  |
| 9.  | Itsy bitsi, petit bikini (Itsy Bitsy Teenie Weenie Yellow Polka Dot Bikini) | André Salvet - Lucien Morisse (adaptation) | Lee Pockriss, Paul Vance                        |  |
| 10. | Le plus beau des jeux (Labbra di fueco)                                     | Jil et Jan (adaptation)                    | Mauro Coppo, Gino Prandi                        |  |
| 11. | Depuis qu'ma môme                                                           | Jil et Jan                                 | Johnny Hallyday                                 |  |
| 12. | Je veux me promener (I Want To Walk You Home)                               | Jil et Jan (adaptation)                    | A. Domino                                       |  |
| 13. | Kili Watch (Kili Watch)                                                     | Jil et Jan (adaptation)                    | Gus Dersé                                       |  |
| 14. | Ce s'rait bien (Sweet Nothings)                                             | Roger Berthier, Guy Bertret (adaptation)   | Ronnie Self                                     |  |
| 15. | Le petit clown de ton cœur (Cathy's Clown)                                  | Georges Aber, Pierre Delanoë (adaptation)  | P. et Don Everly                                |  |
| 16. | Oui j'ai                                                                    | Jil et Jan                                 | Johnny Hallyday                                 |  |
| 17. | Bien trop timide                                                            | Jil et Jan                                 | Johnny Hallyday                                 |  |
| 18. | Oui mon cher (I Want That)                                                  | G. Kelly (adaptation)                      | Edna Lewis, Ben Weisman                         |  |
| 19. | Nous les gars, nous les filles (Boys And Girls)                             | Jean-Henri Grelbin (adaptation)            | Cy Coben (en)                                   |  |
| 20. | Tu m'plais                                                                  | Jil et Jan                                 | Johnny Hallyday                                 |  |
| 21. | Tu parles trop (You Talk Too Much)                                          | Georges Aber (adaptation)                  | Joe Jones, Reginald Hall                        |  |
| 22. | Une boum chez John                                                          | Gisèle Vesta                               | André Borly                                     |  |
| 23. | Mon septième ciel                                                           | Jil et Jan (adaptation)                    | Luther Dixon, Stuart Wiener                     |  |
| 24. | C'est pas méchant                                                           | Jil et Jan                                 | Johnny Hallyday                                 |  |
| 25. | 24000 baisers (24.000 baci)                                                 | Fernand Bonifay (adaptation)               | Lucio Fulci, Piero Vivarelli, Adriano Celentano |  |
| 26. | Sentimental ((You're So Square) Baby I Don't Care (en))                     | Michel Emer (adaptation)                   | Jerry Leiber et Mike Stoller                    |  |
| 27. | Ton fétiche d'amour                                                         | Jil et Jan                                 | Johnny Hallyday                                 |  |
| 28. | Tu es là                                                                    | Fernand Bonifay                            | J. Budes, Serge Plegat                          |  |
| 29. | Tutti Frutti                                                                | Dorothy LaBostrie, J. Lubin                | Richard Penniman                                |  |
| 30. | À New-Orleans (New-Orleans)                                                 | Jil et Jan (adaptation)                    | Franck Guida, Joe Royster                       |  |
| 31. | Not get out (Laisse les filles en anglais)                                  | ? (adaptation)                             | Jil et Jan, Johnny Hallyday                     |  |
| 32. | Mon vieux copain                                                            | Jil et Jan                                 | Johnny Hallyday                                 |  |
| 33. | Si tu restes avec moi                                                       | Jan et Jil                                 | Johnny Hallyday                                 |  |
| 34. | Hey Pony (Pony Time)                                                        | Hubert Ithier (adaptation)                 | Don Covay - John Berry                          |  |

## Musiciens
- Orchestre Roger Loubet.
- Ingénieur du son Henri Loustau[10],[11].